# Słowianie wschodni
     Słowianie zachodni
     Słowianie wschodni
     Słowianie południowi

Słowianie zachodni
Słowianie wschodni
Słowianie południowi

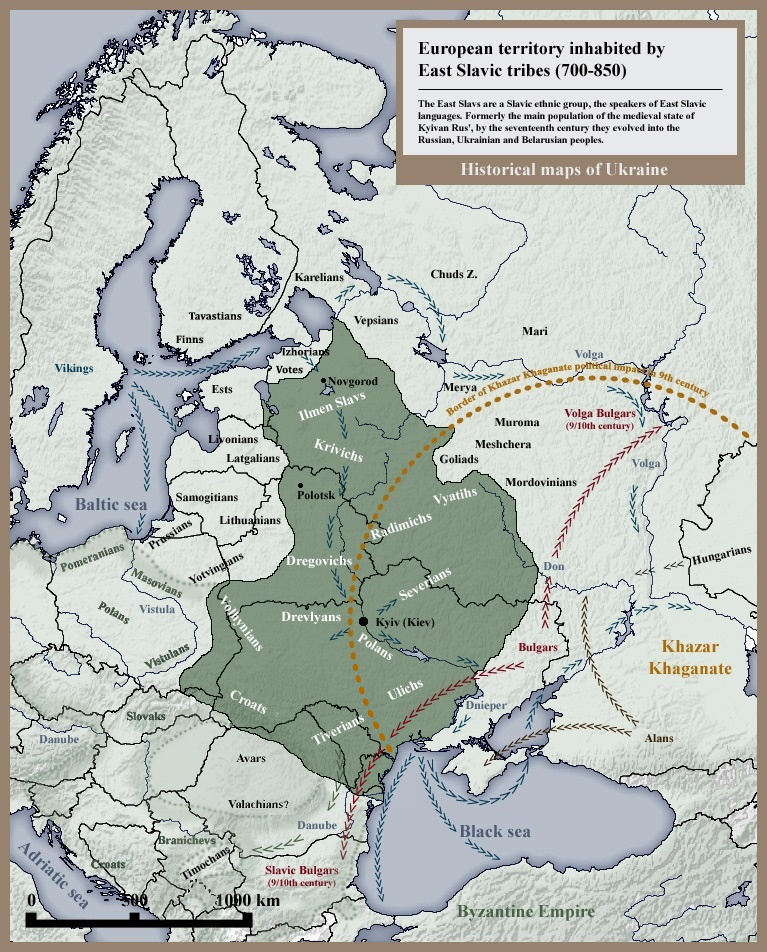
Słowianie wschodni w VIII–IX w.

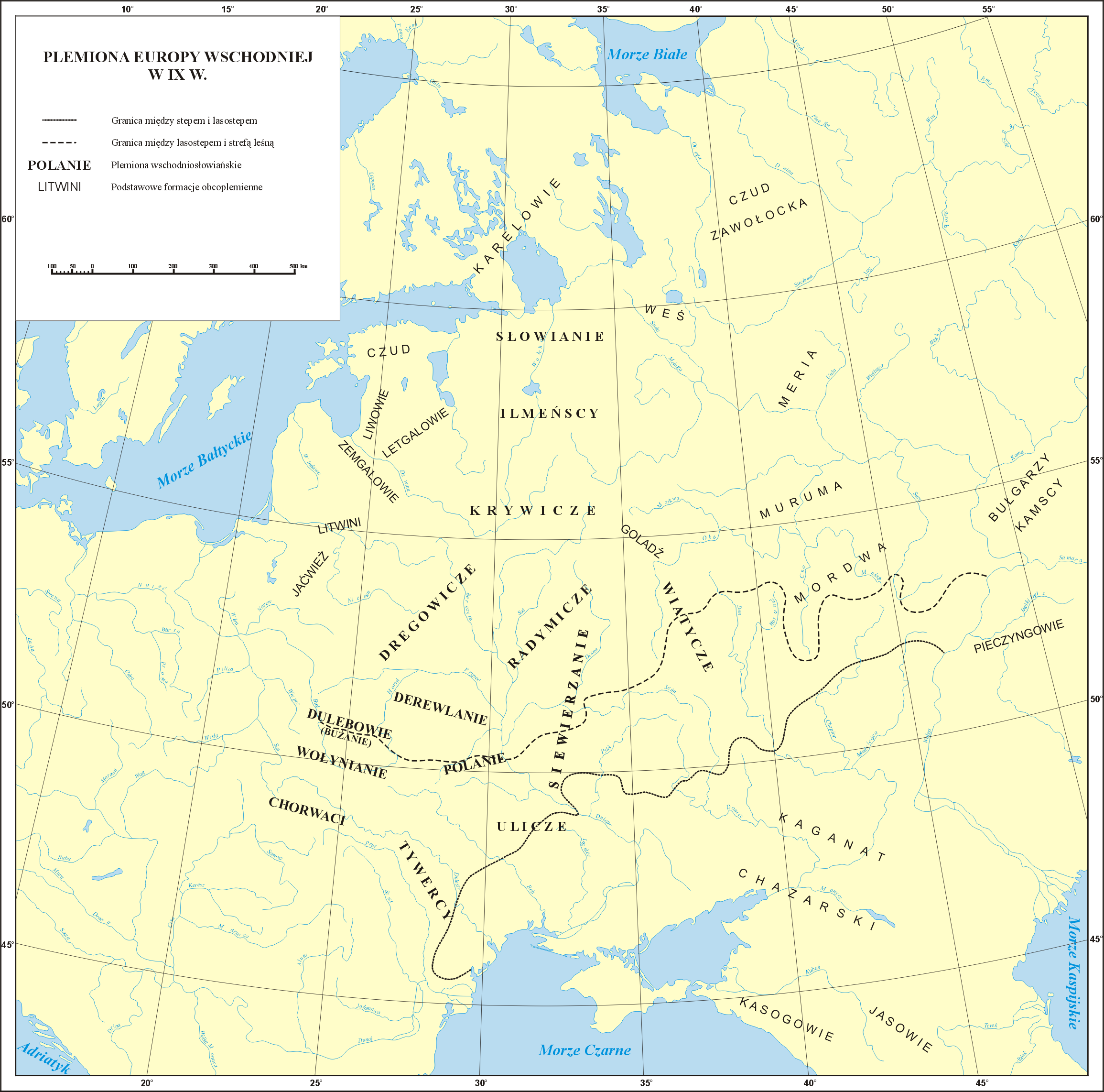
Plemiona Słowiańskie w VIII–X w. w świetle informacji „Powieści dorocznej” (na podstawie opracowania prof. Wojciecha Szymańskiego)

Słowianie wschodni – indoeuropejska grupa ludnościowa Europy, zamieszkująca wschodnią i część środkowej partii tego kontynentu, licząca około 210 mln ludzi.
Do Słowian wschodnich zalicza się obecnie: Białorusinów, Rosjan, Ukraińców i Rusinów.
W okresie od VIII do X wieku na terytorium Słowiańszczyzny Wschodniej według informacji przekazanych przez Powieść minionych lat, zamieszkiwały następujące plemiona:
- Siewierzanie
- Polanie (wschodniosłowiańscy)
- Drewlanie
- Dregowicze
- Połoczanie
- Słowianie Ilmeńscy zwani też Słowienami lub Słowianami nowogrodzkimi

Większość historyków do Słowian wschodnich zalicza również:
- Chorwatów wschodnich
- Tywerców
- Uliczów
- Krywiczów

W nauce przedmiotem dyskusji nad przynależnością do Słowian zachodnich lub Słowian wschodnich pozostają następujące plemiona:
- Wiatycze
- Radymicze
- Dulebowie
- Wołynianie
- Bużanie

Nestor powyższych plemion za Słowian wschodnich nie uważał.